# Glamour (časopis)
Glamour je americký internetový časopis pro ženy vydávaný společností Condé Nast Publications se sídlem v New Yorku. Původně se jmenoval Glamour of Hollywood. V letech 1939 až 2019 byl Glamour tištěným časopisem. Kvůli klesajícímu počtu předplatitelů vyšlo poslední tištěné vydání Glamour v lednu 2019. Časopis je publikován i v několika cizojazyčných verzích.